# Ichneumon oviventroides
Ichneumon oviventroides là một loài tò vò trong họ Ichneumonidae.